# Syrphoctonus dimidiatus
Syrphoctonus dimidiatus là một loài tò vò trong họ Ichneumonidae.